# Прибыль на людях. Неолиберализм и мировой порядок
«Прибыль важнее людей. Неолиберализм и мировой порядок» (англ. Profit over People: Neoliberalism and Global Order) — книга известного американского учёного и политического мыслителя Ноама Хомского, изданная в 1999 году. Представляет собой сборник статей, посвящённых критике неолиберализма и политики США.
Как считает Хомский, современная глобальная экономическая система, утвердившаяся после поражения СССР в холодной войне с Западом, работает в интересах меньшинства, которое различными методами (военные вторжения, подрывная работа спецслужб, манипуляция общественным мнением) подавляет и эксплуатирует большинство. Ведущее положение в этой системе занимают США, где, по мнению автора, реальная власть принадлежит не населению, а различным финансовым группам, которые контролируют обе основные американские политические партии. Все государства-противники такого порядка объявляются «недемократическими», и США стараются свергнуть их правительства.

## Содержание
Хомский рассматривает роль США и подконтрольных им международных финансовых институтов в проведении неолиберальной экономической политики. По мнению автора, Соединённые Штаты стремятся к формированию мировой системы, позволяющей им вывозить ресурсы и прибыли из менее развитых стран, которым отводится роль обслуживания экономики США. В этих интересах США используют военные нападения, вмешательство ЦРУ и пропаганду.
Относительно положения России Хомский писал (в статье 1996 года), что после стагнации в 1960-х и разрушения её экономики в начале 1990-х большая часть постсоветского пространства начинает обслуживать Запад:

В XV веке началось разделение Европы: запад развивался, а восток становился прислуживающей ему территорией, изначальным третьим миром. Различия углублялись до начала этого века, когда Россия выпуталась из системы. Несмотря на ужасные зверства Сталина и страшные военные разрушения, советская система всё-таки подверглась значительной индустриализации. Она образует «второй мир», а не часть третьего мира, — или же образовывала до 1989 года.

Результатом проведения неолиберальной политики в России стало резкое снижение уровня жизни больших групп населения:

Эта модель знакома третьему миру, да и результаты тоже. В одной лишь России, по оценке исследования ЮНИСЕФ, в 1993 году последовало на полмиллиона смертей больше, чем обычно, в результате неолиберальных «реформ», которые это исследование, в общем, поддерживает. Руководитель ведомства по социальной политике в России недавно дал оценку, согласно которой 25 % населения живёт ниже прожиточного минимума, тогда как новые правители приобрели несметные богатства — опять-таки, ситуация, весьма характерная для стран, зависящих от Запада.

Как отмечает автор, неотъемлемой частью современной западной демократии является манипуляция общественным сознанием, где население в реальности играет роль «зрителей», а не «участников». Хомский приводит замечание ведущего специалиста PR-индустрии Эдуарда Бернайса: «сознательная и разумная манипуляция организованными привычками и мнениями масс является важным элементом демократического общества». Для характеристики демократического устройства Хомский использует термин «согласие без согласия» социолога Франклина Генри Гиддингса:

Он писал о Филиппинах, стране, которую в то время освобождала армия США, одновременно освобождая и несколько сот тысяч душ от земных забот, или же, как выражалась пресса, «устраивая массовые убийства туземцев на английский лад», чтобы «сбившиеся с пути праведного существа», оказывающие нам сопротивление, хотя бы «уважали наше оружие», а впоследствии признали, что мы желаем им «свободы» и «счастья». Чтобы объяснить все это в пристойно цивилизованных тонах, Гиддингс изобрел понятие «согласие без согласия»: «Если в последующие годы [завоеванный народ] поймет и признает, что оспариваемая им зависимость служила высшим интересам, то с основанием можно утверждать, что эта власть была навязана с согласия управляемых», подобно тому, как родитель запрещает ребёнку бегать по оживленной улице.
В этих объяснениях схвачен реальный смысл доктрины «согласия управляемых». Люди должны подчиняться своим правительствам, и будет достаточно, если они дадут согласие без согласия. В тираническом государстве или на зарубежных территориях допускается применение силы. Если же ресурсы насилия ограничены, согласие управляемых должно достигаться с помощью приема, которое прогрессивное и либеральное мнение называет «изготовлением согласия».

### Рецензии
- Андрей Баллаев. Неолиберальный тупик (ссылка из Архива интернета)
- Анна Ландер. Осторожно, вирус! // Ex-libris НГ, июль 2002 (ссылка из Архива интернета)